# Tinajas 3ra. Sección
Tinajas 3ra. Sección är en ort i Mexiko.   Den ligger i kommunen Tapachula och delstaten Chiapas, i den sydöstra delen av landet, 900 km sydost om huvudstaden Mexico City. Tinajas 3ra. Sección ligger 28 meter över havet och antalet invånare är 640.
Terrängen runt Tinajas 3ra. Sección är platt. Runt Tinajas 3ra. Sección är det tätbefolkat, med 343 invånare per kvadratkilometer. Närmaste större samhälle är Tapachula, 18,5 km nordost om Tinajas 3ra. Sección. Trakten runt Tinajas 3ra. Sección består till största delen av jordbruksmark.